# Kalnik
Kalnik es un municipio de Croacia en el condado de Koprivnica-Križevci.

## Geografía
Se encuentra a una altitud de 331 m s. n. m. a 69 km de la capital nacional, Zagreb.

## Demografía
En el censo 2011, el total de población del municipio fue de 1351 habitantes, distribuidos en las siguientes localidades:
- Borje -  137
- Kalnik - 325
- Kamešnica -  188
- Obrež Kalnički - 139
- Popovec Kalnički - 98
- Potok Kalnički - 180
- Šopron - 162
- Vojnovec Kalnički - 122

| Gráfica de población de Kalnik 1857-2011                            |
|                                                                     |
| Según los censos de población de la oficina estadística de Croacia. |